# ニヴォーズ (フリゲート)
ニヴォーズ（フランス語：Nivôse, F 732）は、フランス海軍のフロレアル級フリゲート3番艦。艦名はフランス革命暦の雪月に由来する。

## 艦歴
「ニヴォーズ」は、アルストム＝アトランティーク造船所で建造され1991年1月16日に起工、1991年8月11日に進水、1992年10月15日に就役する。
1993年10月9日にヌメアと命名都市の関係を結ぶ。「ニヴォーズ」はレユニオンに配備され海外領土や経済水域の警備を主任務とし海洋における諸任務に当たる。
2001年10月から不朽の自由作戦に参加するためペルシャ湾に派遣される。
1999年9月から2000年3月にかけてインド洋周辺諸国を訪問する。2004年3月にハリケーン被害が出たマダガスカルに救援のため派遣される。2005年3月にはケープタウンに寄港、その後6月にナミビア・ウォルビスベイに寄港し二国間訓練を実施する。2008年後半にはソマリア沖の海賊に対応するため欧州連合によるアタランタ作戦に参加しアデン湾に展開する。2009年4月11日にモンバサ沖900kmにてリベリア籍の商船「サフマリン・アジア」が襲撃されこれの救難信号を受信し、同月15日に海賊の母船を臨検して容疑者を拘束した。
2010年2月には再びアタランタ作戦に参加するためソマリア沖・アデン湾に展開している。
2013年5月10日、アタランタ作戦の一環として9日間に渡りジブチからケニアのモンバサ港まで世界食糧計画がチャーターした船舶の護衛を果たす。